# Rhodanthidium hissarense
Rhodanthidium hissarense är en biart som först beskrevs av Mavromoustakis 1939.  Rhodanthidium hissarense ingår i släktet Rhodanthidium och familjen buksamlarbin. Inga underarter finns listade i Catalogue of Life.